# Campodorus pequenitor
Campodorus pequenitor är en stekelart som beskrevs av Dmitriy R. Kasparyan 2006. Campodorus pequenitor ingår i släktet Campodorus och familjen brokparasitsteklar. Inga underarter finns listade.